# Corts de Sogorb-Castelló-València
Les Corts de Sogorb-Castelló-València de 1401-1407, Corts Generals del regne de València, foren convocades per Martí l'Humà, des d'Altura, el 18 de juliol de 1401, per a celebrar-se a Sogorb el 14 d'agost del mateix any; dia en què es reuneixen les corts. Aquesta assemblea es traslladarà, pels brots pestífers que patia el regne, a Castelló —per la pròrroga feta en la darrera sessió a Sogorb el 19 de desembre, des de l'1 de febrer de 1402 fins al 15 de març del mateix any— i a València —per la pròrroga feta a la darrera sessió de Castelló, des del 3 d'abril de 1402—, ciutat aquesta on clourà l'assemblea el 28 de setembre de 1403. La legislatura, però, es manté fins a 1407, portada endavant per la comissió dels trenta-dos, responsable de resoldre els assumptes pendents.
El rei convoca les corts per a fer front a la difícil situació social i econòmica del seu reialme, provocada per la política expansionista del seu pare, Pere el Cerimoniós, i la mala gestió del seu germà, Joan el Caçador; i per tal d'aconseguir un donatiu per a recuperar el patrimoni reial perdut en els darrers anys.

## Corts generals (1401-1403)
En aquestes Corts participen, amb més o menys assiduïtat, pel braç reial, 2 ciutats (València i Xàtiva) i 15 viles (Morella, Alzira, Castelló, Vila-real, Borriana, Oriola, Alpont, Castellfabib, Ademús, Ontinyent, Biar, Alacant, Penàguila, Llíria i Xèrica), tot i que les tres darreres sols són admeses a mitjans de 1403; pel braç eclesiàstic, 11 participants (els bisbes de València, Sogorb i l'administrador de Tortosa; el prepòsit de la catedral de València en representació del capítol; els abats de Valldigna i de Benifassà; el mestre de l'orde i els comanadors d'Onda, Perputxent i Vilafamés, de Montesa; els comanadors de Torrent, de Sant Joan de Jerusalem; els d'Enguera i de Montalban, de Sant Jaume; i el de Begís, de Calatrava); i pel braç militar, 82 membres: 28 nobles (inclosos els representants de les reines Na Maria i Na Violant), 33 cavallers i 21 donzells, però no arriben mai a 50 en cap sessió.
Volent per nostra possibilitat squivar de nostres regnes e terres mals, divisions e impunibilitat de delictes, venits en aquest nostre regne de València en novell rey, príncep e senyor, per provehir en quant en Nos és al bon stament de aquell, proveim per Nos esser celebrada cort general en lo dit regne de València.
El 20 d'agost, el rei, amb el discurs d'obertura (o proposició), presenta els objectius que pretén aconseguir d'aquesta convocatòria. En les diverses sessions es tracta la formalització del jurament, tant del rei com del primogènit, com dels representants del regne, l'atorgament del donatiu i d'altres quantitats puntuals, i les seves característiques, i l'entrega dels greuges i la petició de noves lleis.
Durant les corts, i per agilitzar les negociacions i afavorir els acords, es nomenen diverses comissions (sobre els furs de les dues darreres corts, sobre els greuges i el donatiu, sobre la sentència reial sobre el compartiment, etc.), que finalitzen amb la clausura de les corts.
El 27 d'octubre de 1401 es realitza el jurament, on el rei reconeix els furs i privilegis del regne, i els tres braços mostren fidelitat al monarca. I el 5 de juliol de 1402 es jura la primogenitura de l'infant Martí, en absència, per trobar-se a Sicília, i actuant la seva mare, la reina Maria, com a procuradora.
Durant el període de corts, i sense relació amb el donatiu, es negocien i atorguen al rei diverses quantitats puntuals per afrontar diverses despeses, com els 2.000 florins mensuals per a la manutenció reial mentre duren les corts. Concessions acordades pel conjunt dels braços, i que en conjunt sobrepassen els 60.000 florins.
El donatiu es fixa en 120.000 florins, en sis anualitats, establint tres pagament cada any. D'aquesta quantitat el braç eclesiàstic abona una part, el braç militar, dues, i el real, tres parts. La recaptació dels diners es realitza per un procediment impositiu mixt: tres parts mitjançant les generalitats o imposts indirectes sobre el consum, i les altres dues parts per compartiment o fogatge. El 28 de setembre de 1403, el dia en què es clausuren los corts, són aprovats els capítols del donatiu, i un altre document relacionat on s'estableix la destinació de part dels diners recaptats.
Dels oficials elegits per a la Generalitat, encarregada de gestionar el donatiu, el braç reial elegeix a dos diputats, dos jutges comptadors, un clavari i un administrador, tots nomenats per la ciutat de València menys un diputats elegit per Morella, i un jutge comptador elegit per Alzira. El braç eclesiàstic elegeix a dos diputats, el bisbe de València i el mestre de Montesa; dos jutges comptadors, l'abat de Valldigna i un altre membre de Montesa; un clavari, el representant del capítol de la catedral de València, i un administrador, el prevere Pere Ros. I el braç militar elegeix dos diputats, Eximen Pérez d'Arenós i Pero Pardo de la Casta, dos jutges comptadors, Ramón de Vilaragut i Francesc d'Esplugues, un clavari, Berenguer Vives, i un administrador, Bernat Scorna.
Els molts anys passats des de les darreres corts (1388-89) i les dificultats patides pel regne (crisi, enfrontaments, pesta…) donen lloc a un complex i abundant ordenament jurídic. Les dificultats sorgides en la negociació del jurament, els greuges, el donatiu, la pacificació del regne i la legislació retarden considerablement l'entrega del gros de les propostes, que no són presentades fins al 7 d'abril de 1403.
L'ordenament jurídic es publica, dividit en rúbriques —algunes de les quals contenen capítols— o capítols, i es fa la distinció entre furs i provisions. Els furs en sentit estricte, aprovats pels tres braços i pel rei, estan inclosos en quatre documents i 66 rúbriques, on el primer document està format per 5 rúbriques que contenen furs temporals que tracten sobre la forma de guerrejar. Segons el seu contingut aquests furs es poden classificar en institucionals, judicials i penals, econòmics, i relacionats amb oficis i minories, i dret privat. Dels actes de cort —presentats per un o dos braços, i en la documentació també anomenats furs—, sols són aprovats 5 presentats pels braços eclesiàstic i reial, i un pel braç eclesiàstic. Les provisions, contestacions reial als greuges presentats pels braços, estan dividides en 5 apartats, segons els braços peticionaris: els tres braços conjuntament (2 rúbriques), els braços eclesiàstic i militar (7 rúbriques), el braç eclesiàstic (13 rúbriques), el brac militar (4 rúbriques, 7 capítols i un document solt), i el braç reial (14 rúbriques, on la darrera és presentada junt al braç eclesiàstic).

## Comissió dels trenta-dos (1403-1407)
La Comissió dels trenta-dos, formada per a resoldre els greuges pendents i per ampliar el donatiu, surt de les Corts, aprovada el dia de clausura, el 28 de setembre de 1403, i està composta per 8 delegats de cada braç, i 8 delegats reials. Finalitza la seva actuació el 16 d'agost de 1407, amb l'aprovació de nous furs i l'ampliació del donatiu amb 80.000 florins.
Molt excel·lent senyor, com per la cuyta que la nostra molt excel·lent senyoria ha de finar la present, romanguen moltes ordinacions per concordar e molts greuges, axí generals de tota la cort com de alcuns braços o braç, com encara de singulars, a provehir molts capítols, així de iustícia com de gràcia demanats. Per tal humilment supplica la dita cort que per vostra mercè la concòrdia de les dites ordinacions e provisió dels dits greuges sia remesa a ·xxxii· persones, ço és, viii deputadores per cascun dels dits braços, e ·viii· per vos senyor; axí que ço que serà concordat e provehit sobre les dies coses per totes les ·xxxii· persones concordes o per la major part, puys que en la dita major part ne haja concordes ·vi· dels diputats de cascun dels dits braços e ·vi· pels diputats per vos senyor.
Els delegats elegits pel braç eclesiàstic són el bisbe de València, el mestre de Montesa, l'abat de Valldigna, Pere Bertran, Pere Ros, Frances Daries, i els comanadors de Begís i de Torrent. Pel braç militar són Vidal de Blanes, com a procurador de Na Violant, el procurador del duc de Gandia, Berenguer de Vilaragut el vell, Aymerich de Centgelles, Francesch d'Esplugues, Frasncesch Munyoç, Pere Pardo de la Casa i Pere Çabata d'Argelita. Pel braç reial són Pere Joan, Joan Mercader, Guillem Çaera i Bernat Vidal, síndics de València, Pere Davium de Xàtiva, Ferrer Ram, de Morella, Anthoni Boquet, d'Alzira, i Pasqual Ferrando, de Castelló. I els delegats elegits pel rei són Ramon Boyl, governador de València, Pere d'Artés, Mestre Racional, Pere Sacalm, antic vicecanceller, Joan Dezplà, tresorer, Domingo Maschó, vicecanceller de València, Esperaindeo Cardona, vicecanceller de Barcelona, Joan Bruscha, i l'escrivà de ració, Ramon Fiveller.
La comissió dels trenta-dos, a principis de 1407, entrega al rei els furs acordats i els greuges resolts. Els braços, però, cadascú per la seva banda, defensant els seus interessos presenten reclamacions sobre els acords assolits. El 27 d'abril de 1407 el rei aprova les tasques realitzades per la comissió; i els 20 furs nous, els 8 greuges (per a resoldre les peticions del mestre de Montesa designa uns delegats), i els capítols de l'ampliació del donatiu en 80.000 florins, són publicats el 16 d'agost de 1407, finalitzant aquesta legislatura.